# Prodasineura interrupta
Prodasineura interrupta är en trollsländeart som först beskrevs av Selys 1860.  Prodasineura interrupta ingår i släktet Prodasineura och familjen Protoneuridae. Inga underarter finns listade i Catalogue of Life.